# Khiêm Cương
Khiêm Cương là một địa danh cũ, tỉnh lỵ của tỉnh Hậu Nghĩa. Tên gọi này hay bị nhầm là Khiêm Cường. Địa bàn của thị xã Khiêm Cương gần tương ứng với thị trấn Hậu Nghĩa, trung tâm hành chính của huyện Đức Hòa, tỉnh Long An ngày nay.

## Lịch sử
Nguyên đây là xóm Bàu Trai thuộc làng Hòa Khánh, tổng Cầu An Hạ, quận Đức Hòa, tỉnh Chợ Lớn (sau năm 1956 thuộc tỉnh Long An).
Ngày 15 tháng 10 năm 1963, Tổng thống Việt Nam Cộng hòa ban hành Sắc lệnh số 124-NV về việc thành lập tỉnh Hậu Nghĩa trên cơ sở một phần đất của ba tỉnh Bình Dương, Tây Ninh và Long An. Tỉnh lỵ tỉnh Hậu Nghĩa được đặt tại Bàu Trai và được đổi tên thành thị xã Khiêm Cương, về mặt hành chính thuộc xã Hòa Khánh, quận Đức Hòa.
Ngày 20 tháng 9 năm 1975, Bộ Chính trị ban hành Nghị quyết số 245-NQ/TW về việc hợp nhất tỉnh Bến Tre, tỉnh Gò Công, tỉnh Long An, tỉnh Mỹ Tho thành một tỉnh, tên gọi tỉnh mới cùng với nơi đặt tỉnh lỵ sẽ do địa phương đề nghị lên.
Ngày 20 tháng 12 năm 1975, Bộ Chính trị ban hành Nghị quyết số 19/NQ về việc hợp nhất tỉnh Long An và tỉnh Kiến Tường thành một tỉnh, tên gọi tỉnh mới cùng với nơi đặt tỉnh lỵ sẽ do địa phương đề nghị lên.
Ngày 24 tháng 2 năm 1976, Chính phủ Cách mạng Lâm thời Cộng hòa miền Nam Việt Nam ban hành Nghị định số 3/NQ/1976 về việc giải thể tỉnh Hậu Nghĩa và địa bàn sáp nhập vào ba tỉnh lân cận.
- Hợp nhất tỉnh Long An, tỉnh Kiến Tường và 2 quận: Đức Hòa, Đức Huệ của tỉnh Hậu Nghĩa thành một tỉnh mới, lấy tên là tỉnh Long An.
  - Hai quận Đức Huệ và Đức Hòa nhập vào tỉnh Long An và được đổi thành đơn vị hành chính cấp huyện.
  - Thị xã Khiêm Cương được đổi thành thị trấn Hậu Nghĩa, huyện lỵ của huyện Đức Hòa.
- Hợp nhất quận Củ Chi của tỉnh Hậu Nghĩa và quận Phú Hòa của tỉnh Bình Dương thành huyện Củ Chi và sáp nhập vào Thành phố Hồ Chí Minh.
- Quận Trảng Bàng của tỉnh Hậu Nghĩa sáp nhập vào tỉnh Tây Ninh và chuyển thành huyện Trảng Bàng.

Hiện nay, địa danh "Hậu Nghĩa" chỉ còn được dùng để chỉ thị trấn Hậu Nghĩa, đơn vị hành chính cấp xã trực thuộc huyện Đức Hòa và là huyện lỵ huyện Đức Hòa, tỉnh Long An.